# Carmen Nova
Carmen Nova ist eine angeblich 1984 veröffentlichte und gefälschte Novelle, die ursprünglich Umberto Eco zugeschrieben wurde. Der Text wurde erstmals 2022 öffentlich bekannt, als der Literaturwissenschaftler Niels Penke von der Universität Siegen ein Exemplar auf eBay entdeckte. Obwohl auf dem Cover der Name des italienischen Autors Umberto Eco angegeben ist, gilt inzwischen als sicher, dass es sich nicht um ein authentisches Werk Ecos handelt.

## Entdeckung und Analyse
Ende 2022 stieß Niels Penke auf ein vergilbtes Büchlein mit dem Titel Carmen Nova, angeblich aus dem Jahr 1984. Bereits bei der ersten Lektüre zweifelte er an der Echtheit des Werkes, da der Stil und die Struktur nicht zu Ecos bekannten Werken passten. In der Folge stellte sich heraus, dass zentrale bibliografische Angaben gefälscht waren: Der im Impressum genannte Verlag existiert nicht, die ISBN ist erfunden, und der angegebene Schrifttyp „Wake-Diktion“ ist unbekannt.
Das Buch enthält neben einer Kriminalerzählung auch eine Einleitung, Notizen, ein Interview sowie ein angebliches Nachwort von Roland Barthes. Penke bezeichnete das Werk als „unglaublich gut gemachtes Text-Konsortium“ und vermutet, dass der Text absichtlich mit literarischen Anspielungen und Rätseln gespickt wurde.

## Rezeption
Seit Penke seine Zweifel im Februar 2023 öffentlich auf der Plattform X (ehemals Twitter) äußerte, hat sich um Carmen Nova eine regelrechte Detektivjagd entwickelt. Zahlreiche Literaturwissenschaftlerinnen, Journalistinnen und auch Laien beteiligen sich an der Spurensuche. Inzwischen sind mindestens 15 Exemplare bekannt, wobei nur zwei in öffentlichen Bibliotheken zugänglich sind. Der Fall sorgte für Aufmerksamkeit in den Feuilletons großer Zeitungen. Auch die Familie Umberto Ecos beteiligte sich an der Recherche, fand jedoch keine Hinweise darauf, dass Eco von der Existenz des Buches wusste.